# Geelkruinspecht
De geelkruinspecht (Chloropicus xantholophus, synoniemen: Dendropicos xantholophus en Thripias xantholophus) is een vogel uit de familie Picidae (spechten).

## Verspreiding en leefgebied
Deze soort komt voor van zuidoostelijk Nigeria en Kameroen tot westelijk Kenia, oostelijk Congo-Kinshasa en noordelijk Angola.